# Magistral d'escacs Ciutat de Barcelona de 2012
El Magistral d'escacs Ciutat de Barcelona de 2012 fou un torneig d'escacs que es va jugar el 2012 al Casino de Barcelona organitzat per la Federació Catalana d'Escacs i patrocinat pel Casino de Barcelona, l'Ajuntament de Barcelona i la Generalitat de Catalunya. El 17è Magistral va tenir lloc entre els dies 23 i 31 d'octubre de 2012 al Casino de Barcelona.

## Format i premis
El torneig jugat per round robin i dirigit per Jordi Parayre i Soguero va tenir la següent repertició de premis: el primer classificat va rebre 1.500 euros i trofeu, el segon 1.200 euros i trofeu, el tercer 900 euros i trofeu, el quart 600 euros i el cinquè 300 euros.

## Participants
La mitjana d'Elo dels participants va ser de 2577 i, per tant, de la categoria XIV. Els participants del Magistral foren els següents sis jugadors (en aquest ordre de sorteig):
1. GM Josep Oms i Pallisé (Catalunya) (2506 ELO)
2. GM Peter Heine Nielsen (Dinamarca) (2662 ELO)
3. GM Ivan Sokolov (Països Baixos) (2690 ELO)
4. IM Joan Fluvià Poyatos (Catalunya) (2490 ELO)
5. GM Yuniesky Quezada Pérez (Cuba) (2604 ELO)
6. IM Àlvar Alonso Rosell (Catalunya) (2540 ELO)
7. GM Sanan Sjugirov (Rússia) (2624 ELO)
8. GM Predrag Nikolić (Bòsnia i Hercegovina) (2638 ELO)
9. GM Levan Aroshidze (Geòrgia) (2560 ELO)
10. GM Miguel Muñoz Pantoja (Catalunya) (2460 ELO)

Iván Salgado López i Emilio Córdova varen ser substituïts per Predrag Nikolić i Levan Aroshidze.

## Resultats i Classificació
El Gran Mestre rus Sanan Sjugirov va ser el campió.
|    | Jugador                | Elo  | 1 | 2 | 3 | 4 | 5 | 6 | 7 | 8 | 9 | 10 | Punts | Des1  | Des2 | Des3 |
| -- | ---------------------- | ---- | - | - | - | - | - | - | - | - | - | -- | ----- | ----- | ---- | ---- |
| 1  | Sanan Sjugirov         | 2624 | * | ½ | ½ | ½ | 1 | ½ | 1 | 1 | 1 | 1  | 7.0   | 27.75 | 5    | 5    |
| 2  | Yuniesky Quezada Pérez | 2604 | ½ | * | ½ | ½ | 1 | ½ | 1 | ½ | 1 | ½  | 6.0   | 25.25 | 4    | 3    |
| 3  | Peter Heine Nielsen    | 2662 | ½ | ½ | * | ½ | ½ | 0 | 1 | ½ | 1 | 1  | 5.5   | 22.50 | 4    | 3    |
| 4  | Ivan Sokolov           | 2690 | ½ | ½ | ½ | * | 0 | 1 | 0 | ½ | 1 | 1  | 5.0   | 20.75 | 4    | 3    |
| 5  | Levan Aroshidze        | 2560 | 0 | 0 | ½ | 1 | * | ½ | 1 | ½ | ½ | 1  | 5.0   | 19.25 | 5    | 3    |
| 6  | Àlvar Alonso Rosell    | 2540 | ½ | ½ | 1 | 0 | ½ | * | ½ | ½ | 0 | ½  | 4.0   | 19.25 | 5    | 1    |
| 7  | Joan Fluvià Poyatos    | 2490 | 0 | 0 | 0 | 1 | 0 | ½ | * | ½ | ½ | 1  | 3.5   | 13.00 | 4    | 2    |
| 8  | Josep Oms i Pallisé    | 2506 | 0 | ½ | ½ | ½ | ½ | ½ | ½ | * | 0 | 0  | 3.0   | 14.50 | 4    | 0    |
| 9  | Predrag Nikolić        | 2638 | 0 | 0 | 0 | 0 | ½ | 1 | ½ | 1 | * | 0  | 3.0   | 11.25 | 5    | 2    |
| 10 | Miguel Muñoz Pantoja   | 2460 | 0 | ½ | 0 | 0 | 0 | ½ | 0 | 1 | 1 | *  | 3.0   | 11.00 | 5    | 2    |